# New World Man
New World Man è un brano dei Rush, pubblicato dall'etichetta discografica Mercury Records nel 1982 come primo singolo estratto dall'album Signals. Nella seconda facciata è presente una registrazione live del pezzo Vital Signs.

## Il disco
Il singolo si posiziona alla posizione 21 nelle classifiche statunitensi, al numero 42 in quelle inglesi e diventa l'unico numero uno dei Rush nelle classifiche dei singoli in Canada.
New World Man
Il brano è stato l'ultimo ad essere composto per l'album, velocemente e su richiesta del produttore Terry Brown per bilanciare la lunghezza dei due lati della versione in cassetta. La canzone - il cui titolo provvisorio era Project 3:57 proprio per evidenziare lo spazio vuoto rimasto ancora disponibile nelle registrazioni dell'album dopo aver registrato i primi sette pezzi - è stata composta e registrata nel giro di soli due giorni. 
Pezzo semplice e dal notevole appeal radiofonico, New World Man è un pezzo in stile reggae; il testo fa riferimento alla necessità di ricominciare, partendo dai soggetti indipendenti e autosufficienti quali elementi fondanti di una nuova e migliore società. Il brano sarà nuovamente pubblicato come singolo per il mercato inglese come doppio lato A con Countdown, raggiungendo la posizione 36 delle classifiche.
Il brano è stato eseguito dal vivo durante i tour promozionali di Signals del 1982/83, Grace Under Pressure del 1983/84, Power Windows del 1985/86 e Vapor Trails del 2002. Negli album dal vivo Grace Under Pressure Tour e Rush in Rio è inclusa nella tracklist.
Vital Signs
Versione live del brano tratto da Moving Pictures del 1981, registrata durante le sessioni di registrazione del 27 marzo 1981 presso Montréal, utilizzate per l'album Exit...Stage Left dal quale però il pezzo verrà escluso. 
Combinando influenze del reggae e della musica dei Police, come pure della musica elettronica con l'uso del sequencer, la canzone ha aperto una fase della musica dei Rush che è poi proseguita con i successivi quattro album in studio, Signals, Grace Under Pressure, Power Windows e Hold Your Fire. Il testo di Peart parla dei sogni che devono essere selezionati in base ai nostri valori cardine, prima di venir trasformati in realtà. 
Vital Signs ha fatto parte della scaletta dei concerti del gruppo in svariati tour: Moving Pictures Tour, Signals Tour, Grace Under Pressure Tour, Roll the Bones Tour, Vapor Trails Tour e il Time Machine Tour del 2010-2011, durante il quale il gruppo ha riproposto l'intero Moving Pictures.
Ulteriori versioni live del brano sono presenti in Grace Under Pressure Tour, Rush in Rio, Time Machine 2011: Live in Cleveland.
Il brano ha ispirato il nome del gruppo musicale pakistano Vital Signs.

## Tracce
Il singolo pubblicato per il mercato statunitense contiene le seguenti tracce:
1. New World Man - 3:44 (Lee, Lifeson, Peart)
2. Vital Signs (Live)  - 5:12 (Lee, Lifeson, Peart) (lato B)

## Formazione
- Geddy Lee – basso, voce, tastiere
- Alex Lifeson – chitarra, bass pedals
- Neil Peart – batteria e percussioni